# René Fournier (cyclisme)
Pour les articles homonymes, voir René Fournier et Fournier.
René Fournier, né le 18 décembre 1932 à Aulnay-sous-Bois et mort le 26 août 2023 à Villeneuve-sur-Lot, est un coureur cycliste français, professionnel de 1955 à 1963.

## Palmarès

### Palmarès amateur
- 1954
  -  Champion de France des militaires
  - Grand Prix de l'Équipe et du CV 19e
  - 2e de Paris-La Ferté-Milon

### Palmarès professionnel
- 1955
  - Circuit de l'Indre
- 1956
  - Paris-Camembert
  - 2e du Grand Prix d'Isbergues
  - 2e du Grand Prix de Plouay
- 1957
  - Circuit du Finistère
  - 2e de Paris-Camembert
  - 3e du Tour du Loiret
  - 9e de Paris-Tours
- 1959
  - 1rea étape du Tour d'Espagne (contre-la-montre par équipes)
  - 2e étape du Circuit d'Aquitaine
  - 3e du Grand Prix d'Isbergues
- 1960
  - Tour du Vaucluse
  - 2e du Grand Prix d'Antibes
  - 9e de Milan-San Remo
- 1961
  - 2e de Bordeaux-Saintes
- 1963
  - 3e de Bordeaux-Saintes

## Résultats sur les grands tours

### Tour de France
3 participations
- 1956 : abandon (3e étape)
- 1957 : abandon (4e étape)
- 1962 : abandon (7e étape)

### Tour d'Espagne
1 participation
- 1959 : hors délais (7e étape[2]), vainqueur de la 1rea étape (contre-la-montre par équipes)